# Pigritia
Pigritia là một chi bướm đêm thuộc họ Blastobasidae.